# Paraclius minutus
Paraclius minutus är en tvåvingeart som beskrevs av Van Duzee 1921. Paraclius minutus ingår i släktet Paraclius och familjen styltflugor.
Artens utbredningsområde är Florida. Inga underarter finns listade i Catalogue of Life.